# Museo de Ciudad Real
El Museo de Ciudad Real es una de las instituciones de la red de museos de Castilla-La Mancha. Se fundó por Real Decreto el 23 de enero de 1976, y desde 1984 es competencia de la Junta de Comunidades de Castilla-La Mancha. Consta de tres secciones: Paleontología, Arqueología y Bellas Artes, las cuales están localizadas en dos edificios.

## Colecciones

### Paleontología
Está compuesta por restos fósiles procedentes de diversos yacimientos provinciales, que permiten realizar un recorrido por los períodos geológicos desde el Cámbrico hasta el Cuaternario. Destaca el ejemplar de mastodonte gonfotérido Anancus arvernensis o el rinoceronte Stephanorhinus etruscus, el más antiguo conocido en Europa, ambos procedentes del yacimiento de Las Higueruelas en Alcolea de Calatrava. La exposición integra escenografías que facilitan la comprensión del ambiente en el que estas especies se desenvolvieron.

### Arqueología
Amplia colección que va aumentando continuamente a causa de los materiales procedentes de las intervenciones que se llevan a cabo en los diferentes yacimientos por toda la provincia. La exposición consta de las siguientes secciones y piezas destacadas:
- Paleolítico: material de industria lítica que proviene fundamentalmente de las colecciones privadas de Estanislao Rodríguez, Evaristo Martín y Margarito Expósito.

- Edad del Bronce: cerámicas campaniformes y estelas funerarias de la Edad del Bronce y el Calcolítico y otros materiales de yacimientos como la Motilla del Azuer.

- Cultura Ibérica: esculturas como la esfinge alada de Alarcos o la falcata encontrada en la necrópolis del oppidum ibérico oretano del yacimiento de Alarcos.[1]

- Mundo Romano: mosaicos romanos como los de la villa romana de Puente de la Olmilla (Albaladejo) y material arqueológico variado del yacimiento de Sisapo.[2][3]

- Visigodos: sarcófago de la necrópolis del Santo Cristo del Espíritu Santo (Malagón), una pilastra de mármol con motivos florales de Daimiel y piezas de orfebrería de diferentes necrópolis.

- Al-Andalus: armamento medieval de la batalla de Alarcos y ataifores almohades.[4]

- Corona de Castilla: puertas mudéjares de la aljama de Ciudad Real.

### Bellas Artes
La colección ubicada en la planta baja expone obras de pintura, escultura, orfebrería y cerámica desde el siglo XVI al XVIII. En la planta primera se muestra una selección de Arte Contemporáneo español más representativo de los siglos XIX, XX y XXI con obras de artistas manchegos como Ángel Andrade, Carlos Vázquez, Antonio López Torres, Gregorio Prieto, Antonio López García, Manuel López-Villaseñor o Joaquín García Donaire; y autores internacionalmente conocidos como Eduardo Chillida, Antonio Saura, Antonio Tapies o Luis Gordillo. La colección de Bellas Artes tiene su origen en los depósitos de titularidad estatal, fundamentalmente procedentes del Museo del Prado. Los fondos de Arte Contemporáneo, más de 800 obras, proceden de adquisiciones realizadas por la Junta de Comunidades de Castilla-La Mancha. A tales obras se les unen los fondos del Archivo Fotográfico compuesto de 140.000 negativos y 200 positivos de autores como Casiano Alguacil, Jean Laurent, Cristina García Rodero o Carlos Vázquez.

## Sedes

### Museo Provincial

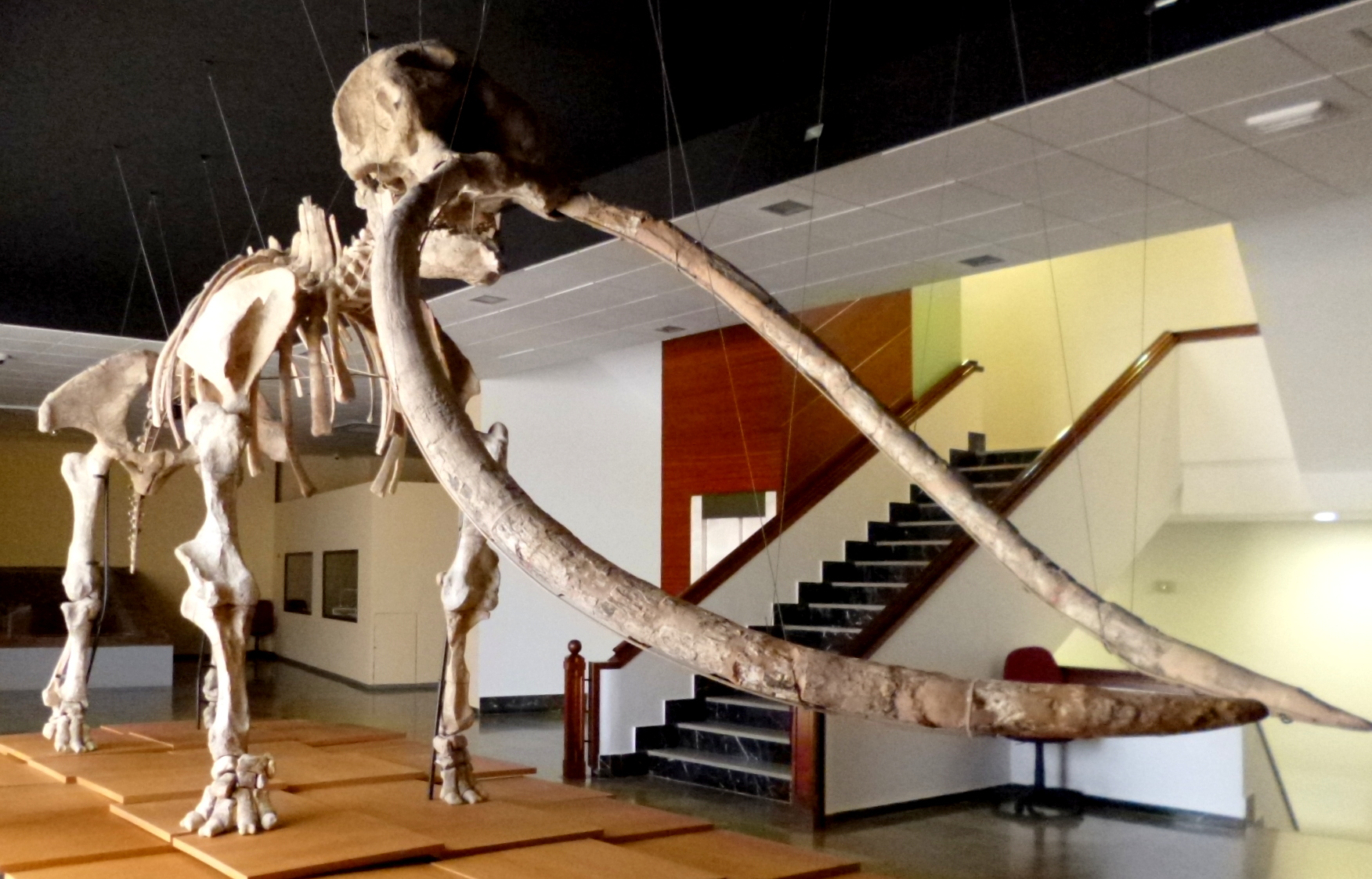
Esqueleto del mastodonte de Las Higueruelas (Anancus arvernensis), montado en una sala del Museo Provincial.

Edificio original del museo y donde se exponen las colecciones de Paleontología y Arqueología. Fue construido entre 1976 y 1978 por el arquitecto Carlos Luca de Tena y Albear e inaugurado el 15 de marzo de 1982. Una vez finalizado se mantuvo varios años cerrado, sin utilizar y sin ser objeto de controles adecuados. Esto llevó a que fuese necesaria su reforma, proyectada en 1993 por el arquitecto Javier Navarro Gallego, por encargo de la Consejería de Educación y Cultura y reabierto en 1995. En dicha reforma se modificaron los accesos al edificio, las carpinterías, los chaflanes y la distribución de huecos de iluminación, entre otros elementos, construyéndose también un muelle de carga. Se volvió a cerrar al público en 2008 y no ha sido reinaugurado hasta octubre de 2013 tras seis años cerrado para acometer una reforma del sistema eléctrico y de climatización de todo el edificio.

### Convento de la Merced
Es en el antiguo Convento de La Merced del siglo XVII y estilo barroco donde se ubica actualmente la colección de Bellas Artes del museo. En 1843, tras la desamortización, hasta 1995 el convento fue el instituto de segunda enseñanza “Santa María de Alarcos”. En 2002 el edificio pasa a ser competencia de la Junta de Comunidades de Castilla-La Mancha, la cual en 2005 inaugura en él la sala de exposiciones Museo de La Merced.

## Galería de imágenes

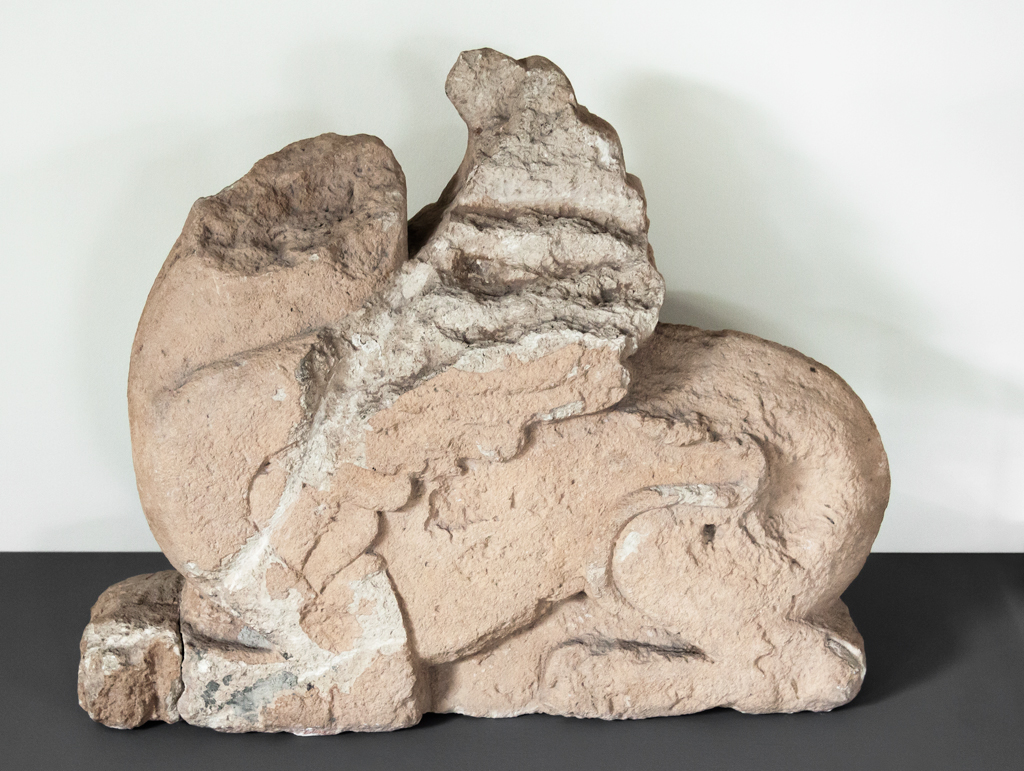
Esfinge alada ibérica - Alarcos.
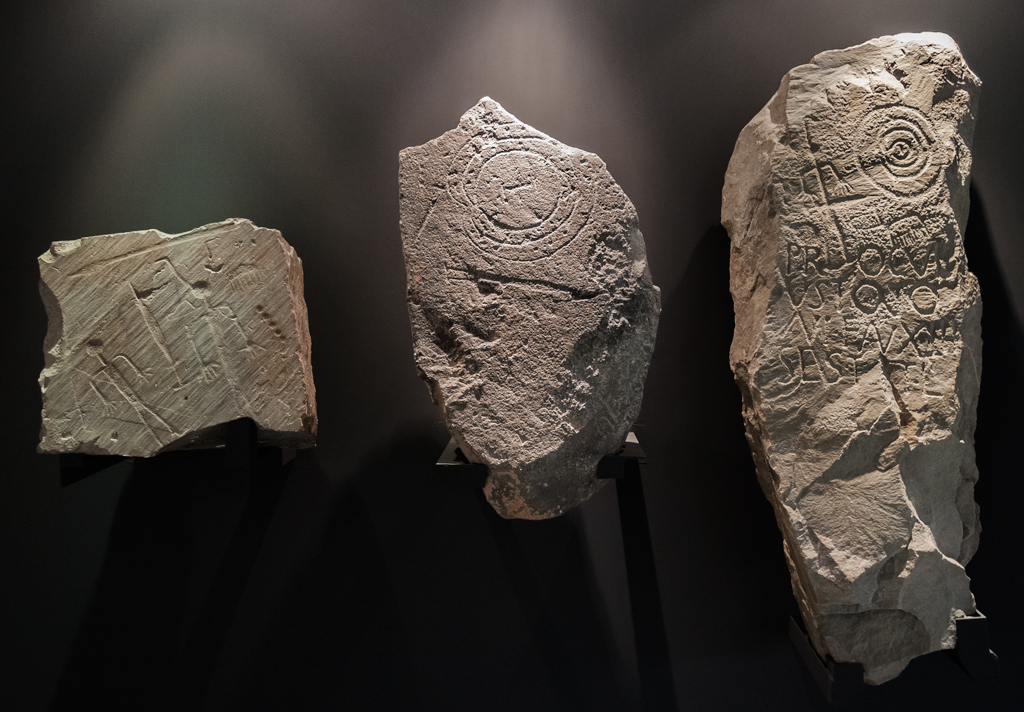
Estelas - Alamillo y Chillón.
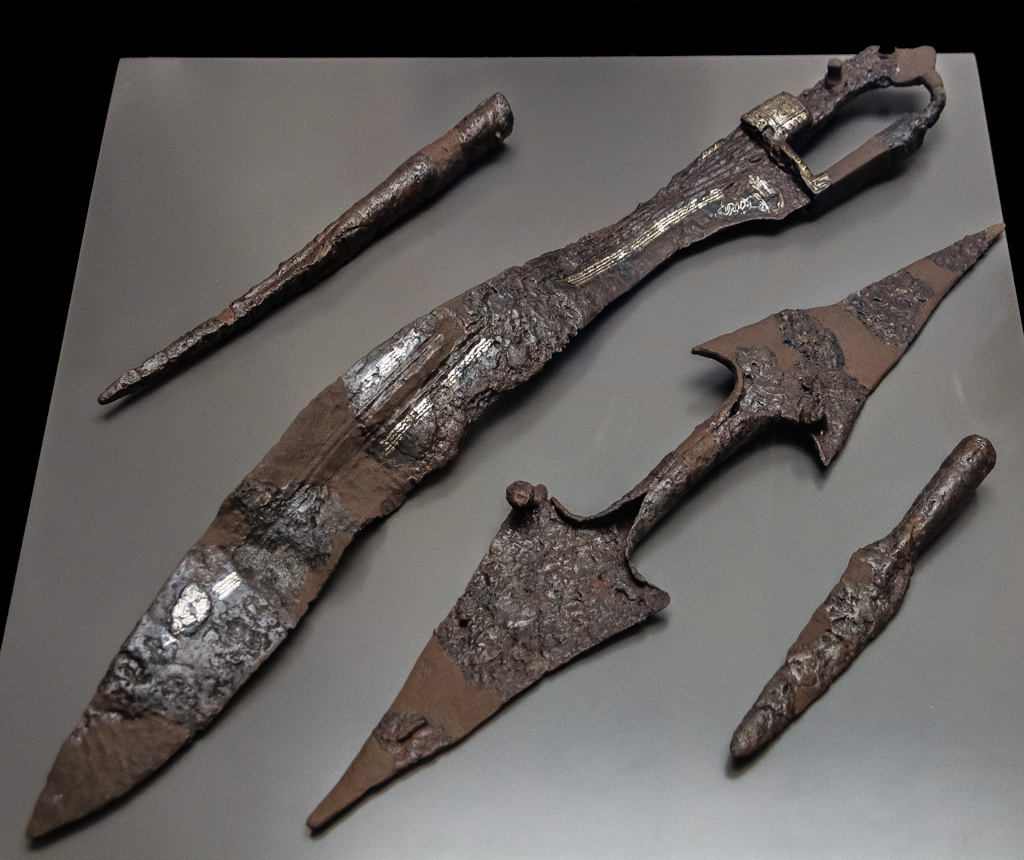
Falcata de la necrópolis del oppidum ibérico de Alarcos.
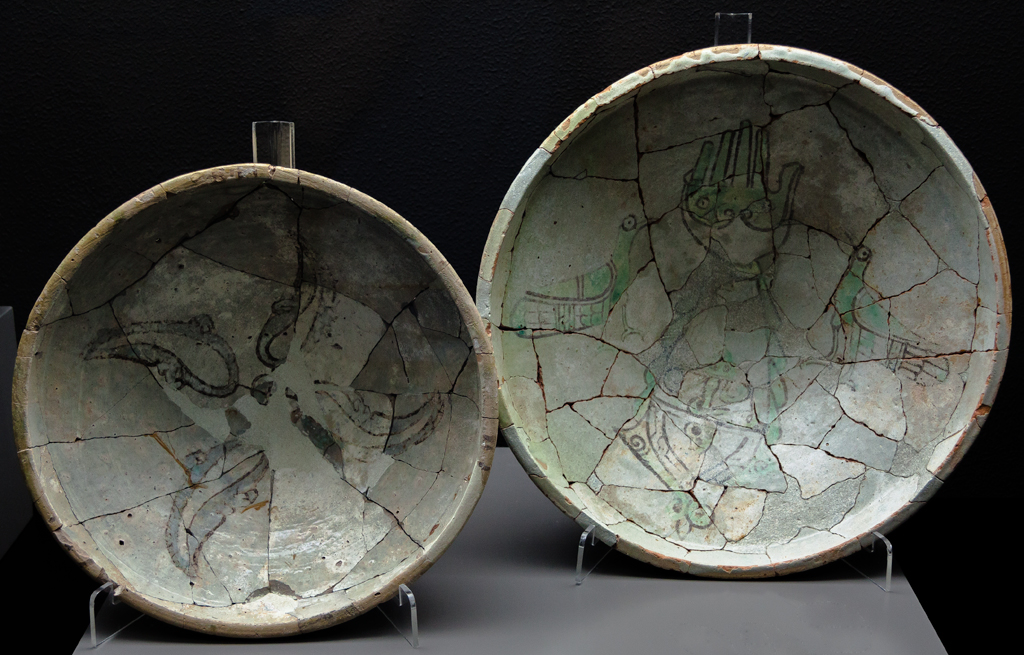
Ataifores almohades - Alarcos.
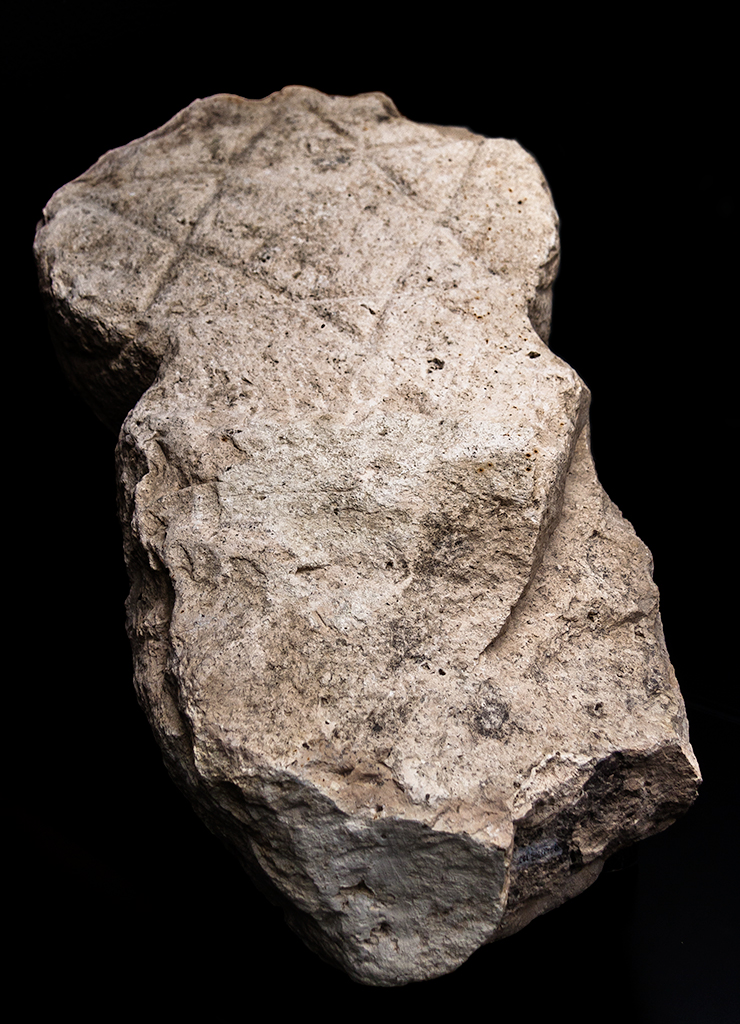
Estela funeraria judía - Iglesia de Santiago (Ciudad Real)
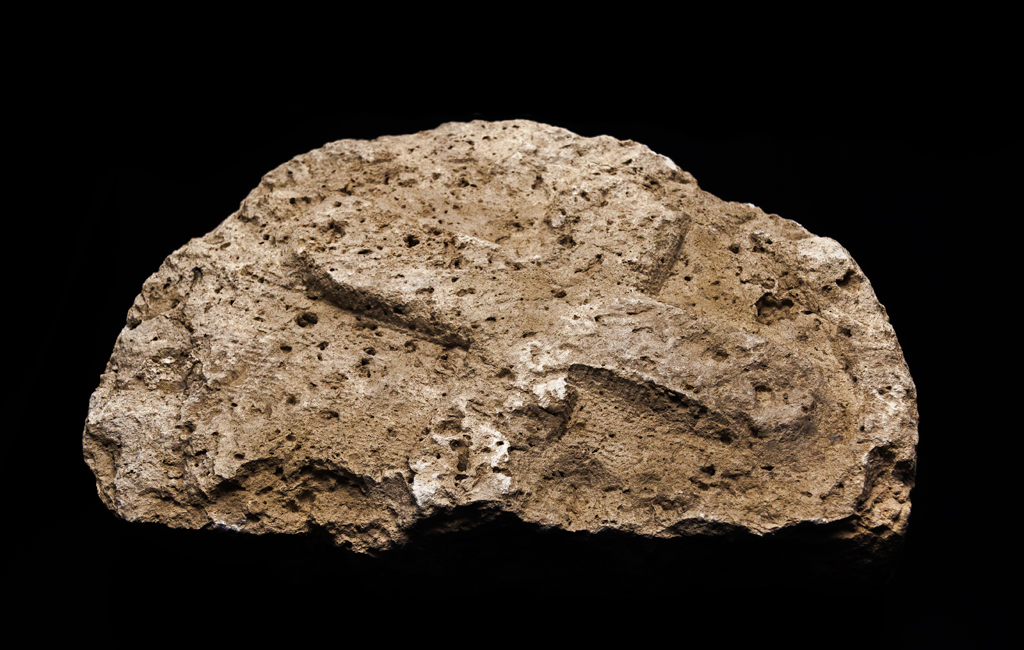
Cruz - Iglesia de Santiago (Ciudad Real).
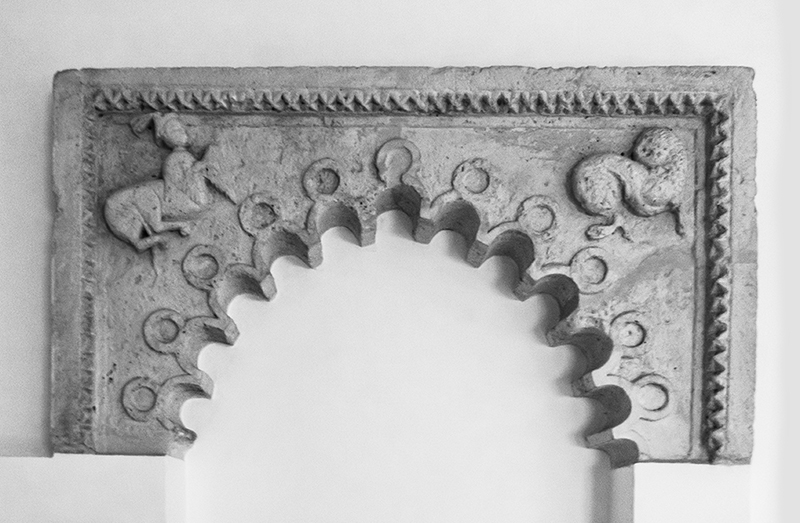
Arco mudéjar - Ciudad Real.
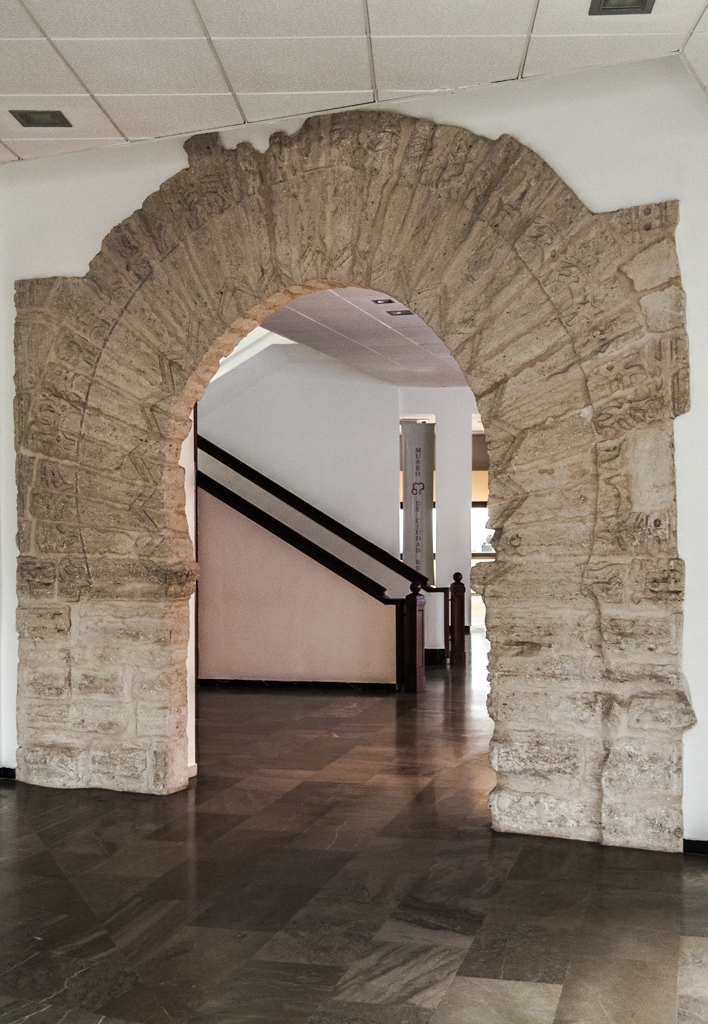
Supuesta puerta de la Sinagoga de Ciudad Real.